# Nationale Vergadering (Congo-Brazzaville)
De Nationale Vergadering (Frans: Assemblée nationale) is het lagerhuis van de Congo-Brazzaville en bestaat uit 151 leden die voor een periode van vijf jaar worden gekozen.
De grootste partij in de Nationale Vergadering is de Congolese Partij van de Arbeid (PCT), van 1969 tot 1990 de enige toegelaten partij van het land. Voorzitter van de Nationale Vergadering is Isidore Mvouba (PCT), in functie sinds 2017.

## Zetelverdeling

Zetelverdeling na de verkiezingen van 2017